# Gabrio Casati
Gabrio Casati, conte e barone di Pendivasca (Milano, 2 agosto 1798 – Milano, 13 novembre 1873), è stato un nobile, politico e patriota italiano.

## Biografia

### Origini familiari e primi anni
Gabrio Casati nacque il 2 agosto 1798 a Milano, figlio secondogenito di Gaspare Casati e di Luigia de' Capitani di Settala, esponenti di nobili famiglie lombarde di proprietari terrieri. Suo padre, appartenente alla nobile famiglia dei Casati, aveva mantenuto un profilo defilato durante l'occupazione napoleonica della Lombardia e non aveva partecipato, dopo la caduta di Napoleone nel 1815, ai tentativi di mantenere indipendente la regione dal ritorno austriaco.
Il giovane Gabrio ebbe un'infanzia tranquilla e ricevette una formazione privata dedita allo studio scientifico, ottenendo tra l'altro per alcuni anni la carica di vicedirettore onorario del liceo San Alessandro a Milano. Dal 1821 al 1823 visse il dramma familiare derivato dall'arresto e dalla condanna di Federico Confalonieri, nobile milanese affiliato alla Carboneria, che era marito di sua sorella Teresa. Casati supportò in ogni modo la sorella, che nel dicembre del 1823 accompagnò a Vienna insieme al padre di Federico per chiedere la grazia imperiale per il cognato, il quale riuscì a farsi commutare la pena capitale in ergastolo. Nel gennaio successivo Casati ritornò nuovamente nella capitale asburgica per recare all'imperatore Francesco I una nota a favore del cognato firmata dai più illustri cittadini milanesi dall'arcivescovo della città Karl Kajetan von Gaisruck. Inoltre, durante la prigionia di Confalonieri fu sempre vicino alla sorella Teresa, morta successivamente il 26 settembre 1830 senza rivedere il marito, liberato nel marzo del 1836 per essere deportato in America. Fu lo stesso Casati che andò a salutarlo a Gradisca d'Isonzo, prima che venisse imbarcato a Trieste per New York.

### Podestà di Milano
Nel 1837 Gabrio Casati fu nominato podestà di Milano, carica equivalente a quella di sindaco della città. Il motivo della sua designazione stava sia nelle sue qualità, come l'onestà e gli ottimi rapporti che aveva con gli ambienti aristocratici e borghesi illuminati milanesi, sia nella disponibilità da parte del governo austriaco di riconciliarsi con la nobiltà lombarda dopo le agitazioni del 1821, mettendo in un posto di comando importante un uomo imparentato con un carbonaro ma estraneo alle congiure anti-austriache.
Sin dal primo periodo Casati tentò di introdurre riforme di carattere amministrativo ed economico in accordo con l'Austria, sebbene il più delle volte non ottennesse alcun risultato. Nel 1838 il nuovo imperatore austriaco, Ferdinando I, visitò Milano, accolto trionfalmente dalla municipalità e dall'aristocrazia, un comportamento che in futuro gli fu rimproverato da Carlo Cattaneo. Partecipò anche ai progetti in merito alle linee ferroviarie che in quegli anni si stavano realizzando nel Lombardo-Veneto (come la Ferrovia Milano-Monza, inaugurata il 17 agosto 1840), mentre nella capitale lombarda introdusse notevoli migliorie urbane e architettoniche, come l'illuminazione a gas, inaugurata nel 1843. Inoltre, con il consenso austriaco, nel 1844 si riunì a Milano il Congresso degli scienziati italiani, in previsione del quale Casati affidò a Cattaneo la stesura di un'opera descrittiva degli aspetti socio-economici della Lombardia, che però quest'ultimo rifiutò, criticandone l'impostazione a suo dire poco scientifica. Comunque, qualche mese dopo, il podestà milanese si recò a Vienna per presentare al governo l'opera in due volumi Milano e il suo territorio, fatta predisporre dalla municipalità per perorare la richiesta di nuove riforme civili ed economiche a favore dei Lombardi, richiesta rigettata decisamente dal cancelliere austriaco Metternich. Infatti il governo austriaco non intendeva fare concessioni ai sudditi italiani, bensì tenerli sotto controllo con un efficace apparato poliziesco: così accadde quando il 30 dicembre 1846 la polizia impedì che sulla facciata della chiesa di San Fedele fosse esposta un'iscrizione in memoria di Confalonieri, morto in Svizzera venti giorni prima. Malgrado questo Casati partecipò alla commemorazione del defunto cognato con alcuni aristocratici milanesi.
Nel giugno del 1847 Casati si recò a Torino per offrire il dono della municipalità milanese a Vittorio Emanuele II, figlio del re sabaudo Carlo Alberto, che aveva sposato l'arciduchessa Maria Adelaide d'Asburgo-Lorena, figlia del viceré austriaco Ranieri d'Asburgo. Fu in questa occasione che il patrizio lombardo entrò in contatto con l'ambiente della corte torinese, allacciando numerosi legami politici. Quando, nel settembre successivo, l'arcivescovo di Milano morì, Casati, forte di un antico privilegio che dava al clero milanese la possibilità di eleggere il vescovo, chiese alle autorità austriache che il nuovo candidato fosse un italiano. La manovra riuscì e ad occupare l'arcidiocesi fu l'italiano Carlo Bartolomeo Romilli, verso il quale la popolazione dimostrò vivide manifestazioni di affetto, tanto da suscitare un sottinteso ma evidente connotato politico. Ciò fu recepito dalla polizia, che disperse i manifestanti provocando un morto e diversi feriti. In qualità di podestà, Casati, che aveva autorizzato la manifestazione, protestò per questo incidente prima con il capo della polizia, poi con il governatore e il viceré in persona, ma non ottenne nulla. Cattaneo in seguito rimproverò a Casati il suo ambiguo comportamento, in quanto, se da un lato aveva incoraggiato le manifestazioni popolari, dall'altro non rinunciava a salvaguardare la legalità della situazione dinanzi alle autorità austriache.

### I moti del 1848
Alla fine dell'anno 1847 il podestà di Milano si recò a Torino per accompagnare il figlio minore Luigi Agostino iscrittosi all'Accademia Reale di Torino. Nella capitale piemontese fu ricevuto dall'ambasciatore austriaco, il quale gli riferì che non sarebbe stato gradita la sua partecipazione al ricevimento per il compleanno del re Carlo Alberto, previsto per il 2 ottobre, ma Casati non se ne curò, partecipando sia al pranzo in onore del sovrano riservato a pochi intimi, sia al ricevimento al quale fu invitato l'intero corpo diplomatico. Al suo ritorno a Milano, fu convocato dal governatore poiché la lettera di protesta scritta dalla municipalità per i fatti di settembre era stata pubblicata dal giornale fiorentino Patria.
La situazione di ostilità tra i milanesi e gli austriaci si aggravò nel dicembre dello stesso anno, quando i cittadini decisero di smettere di fumare per privare l'erario asburgico dell'importante entrata ricavata dalla vendita dei tabacchi; la tensione giunse al culmine il 2 gennaio 1848, quando i militari austriaci, in segno di disprezzo, si misero a fumare ostentatamente per le vie della città, costringendo anche numerosi cittadini a fare altrettanto, provocando spesso morti e feriti. Prendendo coraggiosamente le parti del popolo, Casati cercò di calmare le acque, cercando di riesumare una vecchia ordinanza che vietava di fumare per le vie e protestando sia presso il governatore militare, maresciallo Radetzky, sia con lo stesso viceré Ranieri, il quale scaricò la responsabilità degli incidenti sui cittadini milanesi.
Tutto precipitò nel mese di marzo, quando nel capoluogo lombardo giunse la notizia dei Moti del 1848, che, partiti da Palermo, si diffusero a Parigi per contagiare anche Vienna e Berlino. Nella capitale austriaca l'imperatore Ferdinando I dovette firmare una Costituzione e licenziare Metternich, simbolo dell'assolutismo: ciò indusse i patrioti milanesi anti-austriaci a passare all'offensiva, elaborando delle richieste politiche da presentare il 17 marzo al governo. Casati, esponente del patriziato milanese moderato e conservatore che auspicava una fusione con il Regno di Sardegna, cercò di sconsigliare tale iniziativa, auspicando piuttosto l'intervento dell'esercito sardo piuttosto che una rivoluzione popolare che avrebbe sconvolto i vecchi equilibri politici e sociali. Fin dall'inizio dunque cercò di mantenere un profilo moderato rientrante nella "legalità" della situazione, in modo da poter presentare legittime richieste al governo imperiale. Quando però il 18 marzo 1848 i soldati spararono sulla folla che stava organizzando barricate per le vie, dando il via alle famose Cinque giornate di Milano, Casati vide naufragare ogni speranza di conciliazione pacifica.
La sollevazione popolare fu dominata dagli esponenti democratici, componenti il consiglio di guerra che diresse le fasi della lotta: fin da allora Casati cercò di perorare la causa sarda, appoggiando le missioni dei diplomatici inviati da Carlo Alberto, come il conte Martini, che però chiesero per l'intervento armato dell'esercito piemontese in Lombardia pretese esagerate, come il giuramento di fedeltà al re e la convocazione di un plebiscito per sancire l'immediata fusione con il Regno di Sardegna, comportamenti che indispettirono lo stesso Casati. Tuttavia il podestà sostenne sempre con forza la fusione tra Lombardia e Piemonte per la propria concezione nazionale moderata, che prevedeva una monarchia costituzionale sotto l'egida dei Savoia, contrapposta a quella federalista di Cattaneo. Oltre a questo, sosteneva l'impossibilità di mantenere le libertà conquistate con il sangue senza il supporto di un esercito regolare come quello piemontese.
Il 23 marzo, dopo la ritirata delle truppe austriache dalla città e dell'entrata in guerra del Piemonte, si formò un governo provvisorio, formato da esponenti democratici e moderati, i quali ebbero il sopravvento politico, riuscendo a far affidare proprio a Casati la guida dell'organo deliberativo. In questa veste, si adoperò subito per favorire l'unione fra Lombardia e Piemonte, anche se per amor di concordia consentì a ritardare la votazione popolare, schierandosi contro il progetto democratico di convocare un'assemblea generale dei rappresentanti delle province lombarde per decidere l'assetto istituzionale. Seppur critico dell'atteggiamento annessionistico di Carlo Alberto nei confronti della Lombardia, Casati, alla fine, riuscì ad indire il referendum, svoltosi l'8 giugno e che vide la schiacciante vittoria dei sì alla fusione con Torino. Lo stesso capo del governo provvisorio, con una delegazione milanese, presentò a Torino, due giorni dopo, il risultato della votazione.
Poi, a metà luglio si recò nella capitale piemontese per discutere con il governo sardo dei problemi della Lombardia; quando, successivamente, il governo presieduto da Cesare Balbo venne sfiduciato alla Camera sulla cosiddetta questione lombarda, Carlo Alberto decise di affidare l'esecutivo proprio a Casati, anche per dimostrare l'effettiva fusione tra lombardi e piemontesi. Casati accettò e il 27 luglio formò un governo in cui figurava anche Vincenzo Gioberti, nominato ministro senza portafoglio; il ministero ebbe però vita breve, in seguito alle sorti della Prima Guerra d'Indipendenza, sfavorevoli alle armi piemontesi, che culminarono nell'Armistizio Salasco con l'esercito austriaco, i cui termini erano il ritiro dell'esercito sardo e la restituzione della Lombardia all'Impero asburgico. Casati, ritenendo nullo l'armistizio in quanto riguardante fatti puramente militari e non politici, si dimise il 15 agosto.
Escluso dall'amnistia concessa da Radetzky ai patrioti lombardi emigrati, Casati rimase a Torino, dove formò la Consulta lombarda, una sorta di governo lombardo in esilio, operativa dal settembre 1848 al maggio 1849. Eletto deputato della Camera il 30 settembre 1848 per il collegio di Rapallo, durante la I legislatura, si dimise il successivo 21 ottobre. Successivamente, dopo la sconfitta di Novara nel marzo successivo, che portò all'abdicazione di Carlo Alberto e alla temuta invasione del Regno, Casati si rifugiò temporaneamente in Francia, stabilendosi a Briançon e a Lione.

### La carriera politica nel Regno d'Italia
Cinque anni dopo, il 20 ottobre 1853, divenuto cittadino sardo, venne nominato membro del Senato del Regno di Sardegna dal re Vittorio Emanuele II, mentre a Milano venne incluso nella lista degli esuli lombardi a cui le autorità austriache decisero il sequestro dei beni. In Senato Casati sedette tra i banchi della Destra storica moderata e divenne un fedele sostenitore della politica di Cavour; in questo periodo Casati subì anche delle tragedie personali, come la morte dei figli Gerolamo, capitano di stato maggiore della V brigata facente parte del corpo di spedizione sardo in Crimea, caduto nella battaglia della Cernaia del 1855, e di Antonio, datosi alla carriera diplomatica e morto di malattia nel 1857. Dopo l'armistizio di Villafranca del luglio del 1859, che pose fine alla seconda guerra d'indipendenza italiana, e le successive dimissioni di Cavour, il 21 luglio Casati fu chiamato a far parte del governo La Marmora I in qualità di Ministro della pubblica istruzione. In tale ruolo promosse una legge di riforma scolastica nel Regno Sabaudo, a cui è stato dato il suo nome, Legge Casati, emanata il 13 novembre 1859 e poi adottata ed estesa al Regno d'Italia sotto il governo della Destra storica. Il provvedimento, emanato con regio decreto in quanto la Camera dei deputati era sospesa per il periodo di guerra, pur con tutti i suoi difetti (autoritarismo, accentramento burocratico, dualismo tra materie umanistiche e materie tecnico-scientifiche), sancì l'obbligatorietà scolastica fino a due anni, ammise l'insegnamento privato, pur sottoposto a controllo statale, limitò l'ingerenza ecclesiastica nella scuola e regolamentò le norme in materia di edilizia scolastica, addossando ai comuni il compito di provvedere all'edificazione delle strutture scolastiche.
Lo stesso Casati, in seguito, si adoperò per il ritorno di Cavour al governo, conscio che solo lo statista piemontese poteva risolvere la grave crisi internazionale creatasi dopo il conflitto, opponendosi, al contempo, ai maneggi del re che cercava ancora di esautorare il suo ministro. Tuttavia gli sforzi ebbero successo, e il 12 gennaio 1860 rassegnò le dimissioni insieme a quelle dell'intero gabinetto.
Dopo la proclamazione del Regno d'Italia il 17 marzo 1861, Casati continuò la carriera politica, rivestendo la carica di Presidente del Senato dall'8 novembre 1865 al 13 febbraio 1867 e ancora dal 21 marzo 1867 al 2 novembre 1870. Convinto e sincero cattolico, vide con sofferenza la rottura tra Stato e Chiesa dopo la Breccia di Porta Pia, opponendosi, nel gennaio del 1871, al trasferimento della capitale da Firenze a Roma.
Morì infine a Milano il 13 novembre 1873, a 75 anni; il suo corpo venne sepolto nel monumentale Mausoleo Casati Stampa di Soncino nel cimitero urbano di Muggiò (Monza e Brianza).

### Famiglia
Nel 1822 Gabrio Casati si sposò con la nobildonna Luigia Bassi, che gli avrebbe dato sette figli: quattro maschi (Gaspare, Gerolamo, Antonio e Luigi Agostino, futuro Senatore del Regno d'Italia) e tre femmine (Teresa, Paola ed Elisabetta).

## Incarichi di governo
Regno di Sardegna post 4 marzo 1848 - Regno d'Italia:
- Presidente del Consiglio (27 luglio-15 agosto 1848)
- Ministro della pubblica istruzione (19 luglio 1859-21 gennaio 1860)

Altri Stati:
- Presidente del governo provvisorio di Lombardia (marzo-luglio 1848)